# 璜子内親王
璜子内親王（こうしないしんのう、生没年不詳）は、鎌倉時代末期の皇族・女院。女院号は章徳門院（しょうとくもんいん）。後伏見天皇の第5皇女。母は権大納言・正親町実明の娘・守子。新室町院珣子内親王（後醍醐天皇中宮）、光厳天皇、光明天皇らの異母妹。
同母兄弟に寛胤法親王、承胤法親王（天台座主）、長助法親王、亮性法親王がいる。道凞法親王は異父同母兄。
母・正親町守子は東御方（ひがしのおんかた）と呼ばれ、伏見院・後伏見院の両院の寵愛を受けた女性。延元元年（1336年）4月1日、内親王宣下を受け、さらに准三宮となり、准三宮の資格で院号宣下を受けて章徳門院と称したが、同日出家した。その後の消息は不明。